# Красная Криуша (Тамбовский район)
Красная Криуша — село в Тамбовском районе Тамбовской области России. 
Входит в Беломестнокриушинский сельсовет.

## География
Расположено на реке Криуша, примерно в 30 км к западу от центра города Тамбова, на автомобильной трассе Тамбов — Мичуринск (Р-22 «Каспий»).

## Население
| 2002 | 2010 |
| ---- | ---- |
| 767  | ↘727 |

Согласно результатам переписи 2002 года, в национальной структуре населения русские составляли 99 % от жителей.